# Мохаммед Аль-Брік
Мохаммед Аль-Брік (араб. محمد البريك, нар. 15 вересня 1992) — саудівський футболіст, захисник клубу «Аль-Гіляль».
Виступав, зокрема, за клуби «Аль-Гіляль» та «Ар-Раїд», а також національну збірну Саудівської Аравії.

## Клубна кар'єра
Народився 15 вересня 1992 року. Вихованець футбольної школи клубу «Аль-Гіляль» з Ер-Ріяда. Так і не зігравши за нього жодного офіційного матчу, Мохаммед був відданий в оренду команді «Ар-Раїд» влітку 2014 року. 7 лютого 2015 року він дебютував у саудівській Про-лізі, вийшовши в основному складі в домашньому матчі проти «Аль-Фейсалі».
Влітку 2015 року Аль-Брік повернувся в «Аль-Гіляль». 25 жовтня того ж року він забив свій перший гол у Про-лізі, вивівши свою команду вперед у домашньому поєдинку проти «Ат-Таавуна». Станом на 2 червня 2018 року відіграв за саудівську команду 56 матчів в національному чемпіонаті.

## Виступи за збірну
24 серпня 2016 року дебютував у складі збірної Саудівської Аравії у товариському матчі в Катарі проти команди Лаосу, вийшовши у стартовому складі.
У складі збірної був учасником чемпіонату світу 2018 року у Росії.

## Досягнення
- Чемпіон Саудівської Аравії (6):

«Аль-Гіляль»: 2016-17, 2017-18, 2019-20, 2020-21, 2021-22, 2023-24
- Володар Королівського кубка Саудівської Аравії (4):

«Аль-Гіляль»: 2016-17, 2019-20, 2022-23, 2023-24
- Володар Кубка наслідного принца Саудівської Аравії (1):

«Аль-Гіляль»: 2015-16
- Володар Суперкубка Саудівської Аравії (5):

«Аль-Гіляль»: 2015, 2018, 2021, 2023, 2024
- Переможець Ліги чемпіонів АФК (2):

«Аль-Гіляль»: 2019, 2021